# Снежное (Костанайская область)
Снежное (каз. Снежное) — упраздненное село в Карасуском районе Костанайской области Казахстана. Ликвидировано в 2000-е годы. Входило в состав Павловского сельского округа.

## Население
По переписи 1999 года постоянное население в селе отсутствовало.